# 基希贝格 (伯尔尼州)

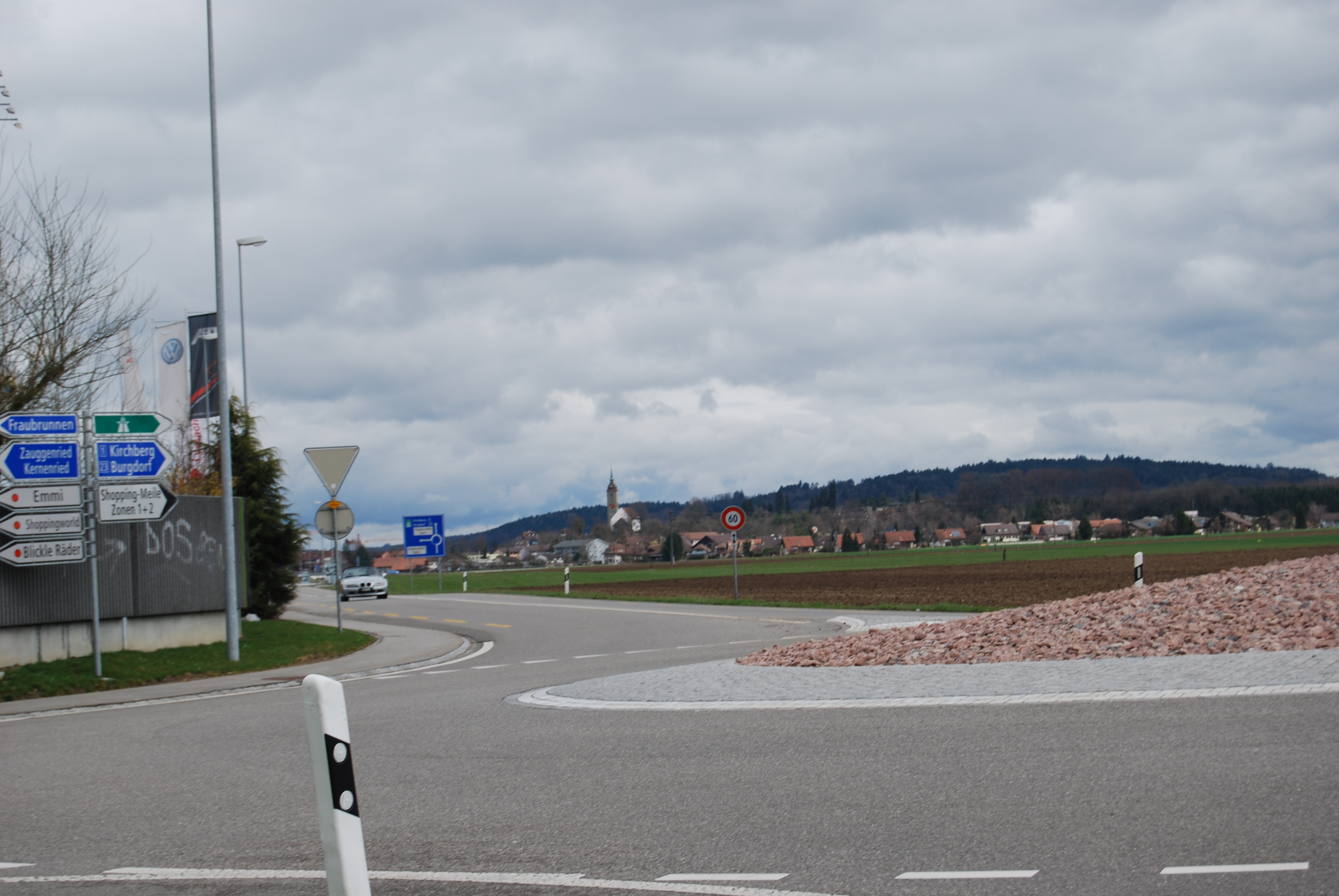

基希贝格（德語：Kirchberg）是瑞士伯恩州的市镇，位於該國中西部，面積9.04平方公里，海拔高度505米，2011年人口5,602，七成人口信奉基督教，人口密度每平方公里622人。

## 外部連結
- Official website（页面存档备份，存于） （德文）